# Біологія бджіл
Бджолологія  — це міждисциплінарна галузь досліджень, яка вивчає бджіл за допомогою впливу та взаємодії багатьох різноманітних наукових областей, таких як генетика, еволюція, фізіологія, анатомія, епідеміологія, антропологія, екологія, харчування, генетика населення.
Медоносні бджоли належать до роду Apis. Схожі між собою роди (бджоли, меліпони, тригони) об'єднують у родину бджолиних — Apidae. Близькі до них родини джмелів, ос, мурашок. Всі вони належать до підряду жалоносних, в яких спільними є лише деякі риси, зокрема наявність жала. Медоносна бджола належить до загону перетинчастокрилих (Hymenoptera). У перетинчастокрилих на відміну від твердокрилих, лускокрилих та ін. спостерігаються такі спільні риси, як наявність двох пар перетинчастих крил, формування з ротових придатків єдиного органу. З багатьох таких загонів складається найбільш численний клас комах — Insecta. Серед комах багато корисних і шкідливих видів.

## Стать
| Самці | Самиці |
| --- | --- |
| Усі бджоли-самці в колонії медоносних бджіл є трутневими. Трутні зазвичай гаплоїдні, тобто вони мають лише один набір хромосом. Ці самці бджіл існують виключно для репродуктивних цілей. Трутні народжуються, коли матка вирішує не запліднювати яйце, відкладене самкою робочої бджоли. | Самки-бджоли мають два набори хромосом. Робочі бджоли є результатом яйцеклітини, яку королева запліднила за допомогою збереженої сперми. Ці робочі бджоли розвиваються протягом трьох тижнів. Важливо відзначити, що бджолині матки завжди бувають лише жіночої статі. |

Якщо видно блискучий плоский сегмент на задніх ніжках (так званий пилковий кошик) або великий клубок пилку на цій ділянці, отже це бджола-самка, тому що бджоли-самці не збирають пилок. Самці-бджоли часто пухнастіші з трохи довшими вусиками.

## Соціум

### Сім'я
Бджоли́на сім'я́ — цілісна біологічна одиниця, суперорганізм, який складається з робочих бджіл і матки між якими існує тісний взаємозв'язок. Жити окремо без сім'ї індивідуальна особина нездатна довго. Це жіночі особини. Тимчасово, протягом кількох місяців весняно-літнього періоду, в ній проживають трутні — самці, які виплоджуються для спаровування з молодими матками. У різні пори року загальна кількість бджіл у сім'ї становить від 20 до 80 тис. У дуже сильних сім'ях їх до 100 тис. і більше. Необхідні умови життя вони забезпечують спільною діяльністю: створюють необхідний режим температури і вологості в гнізді для розвитку і життя всіх її членів, збирають і заготовляють запас корму, здійснюють будівельні роботи, захищають від ворогів і збудників захворювань. Функціональна діяльність матки після спаровування з трутнями забезпечує відтворення потомства. В природних умовах бджолині сім'ї розмножуються роїнням. Для бджолиної сім'ї характерний поліморфізм — тобто існування у формі трьох особин, які розрізняються будовою і виконуваними функціями. Поділ функцій між маткою і робочими бджолами підвищує продуктивність бджіл завдяки спеціалізації у самок окремих органів, наприклад яєчників, хоботка, кошичків, восковидільних залоз. Сім'ї бджіл властива висока плодючість. Протягом року з відкладених маткою яєць розвивається 150—200 тис. особин (переважно робочих бджіл). Тому від племінної самки можна одержати тисячі високопродуктивних маток, що у процесі використання даватимуть цінне потомство. Бджолині сім'ї здатні ділитися і утворювати нові сім'ї (по кілька протягом сезону). У бджолиних сім'ях існує чіткий поділ функцій між індивідуумами. Так, у періоди виділення рослинами великої кількості нектару з усіх функцій найсильніше проявляється інстинктивна діяльність, спрямована на заготівлю запасів меду. Є в житті сім'ї періоди найінтенсивнішого розмноження, глибокого спокою. Залежно від потреби сім'я регулює збирання білкового корму — пилку. Навесні можуть приносити його у гніздо понад 80 % , а під час медозбору — лише близько 5 % збирачок.

#### Матка

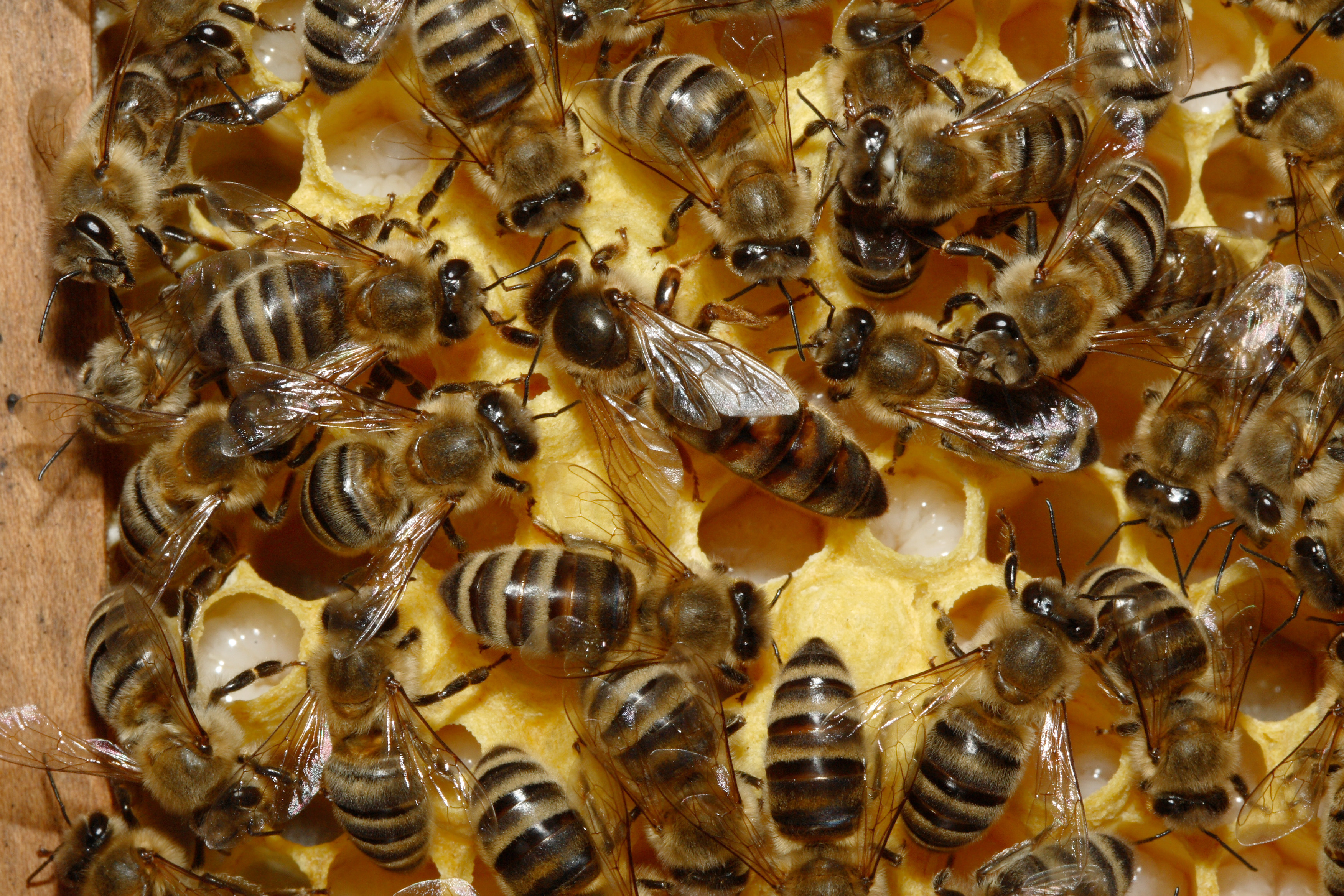
Бджолина матка у центрі

Матка — бджола жіночої статі з добре розвиненими статевими органами. Довжина її тіла залежно від породи і сезону року коливається від 20 до 25 мм (у європейських темних бджіл), а маса — від 180 до 300 мг (також). Матка в родині виконує одну функцію — відкладає яйця, з яких розвиваються всі особи: робочі бджоли, трутні і молоді матки. За добу матка відкладає до 1500—2000 яєць (що за сумарною масою перевищує її масу тіла). За зовнішнім виглядом вона відрізняється від робочих бджіл та трутнів. Тіло її худе, черевце довше за крила.
Тиха заміна матки бджолиної — це процес заміни бджоломатки, ініційований бджолами, при якому стара матка продовжує функціонувати в бджолиній сім'ї, але бджоли з певної причини (зазвичай зниження життездатності бджоломатки чи її видимого, або невидимого дефекту) вирішують виводити нову бджоломатку на заміну, створюючи (закладаючи) декілька маточників тихої заміни (зазвичай 1-5 штук). Після виходу молодої неплідної матки стара матка продовжує функціонувати зі старою свитою бджіл а молода матка обльотується з трутнями. Після спарювання та дозрівання молодої (нової) бджоломатки і початку процесу відкладання молодою маткою яєць, стара бджоломатка також може ще певний час функціонувати в сім'ї бджіл. Поступово бджоли зменшують свиту та годування старої матки, і згодом перестають її годувати чи припиняють її існування. Молода матка залишається єдиною в сім'ї бджіл. Такий механізм застосовується бджолами для зменшення ризиків існування колонії, так як у бджіл є страховий механізм у вигляді старої функціонуючої, відкладаючої яйця бджоломатки і нової (молодої) бджоломатки.

#### Робоча бджола

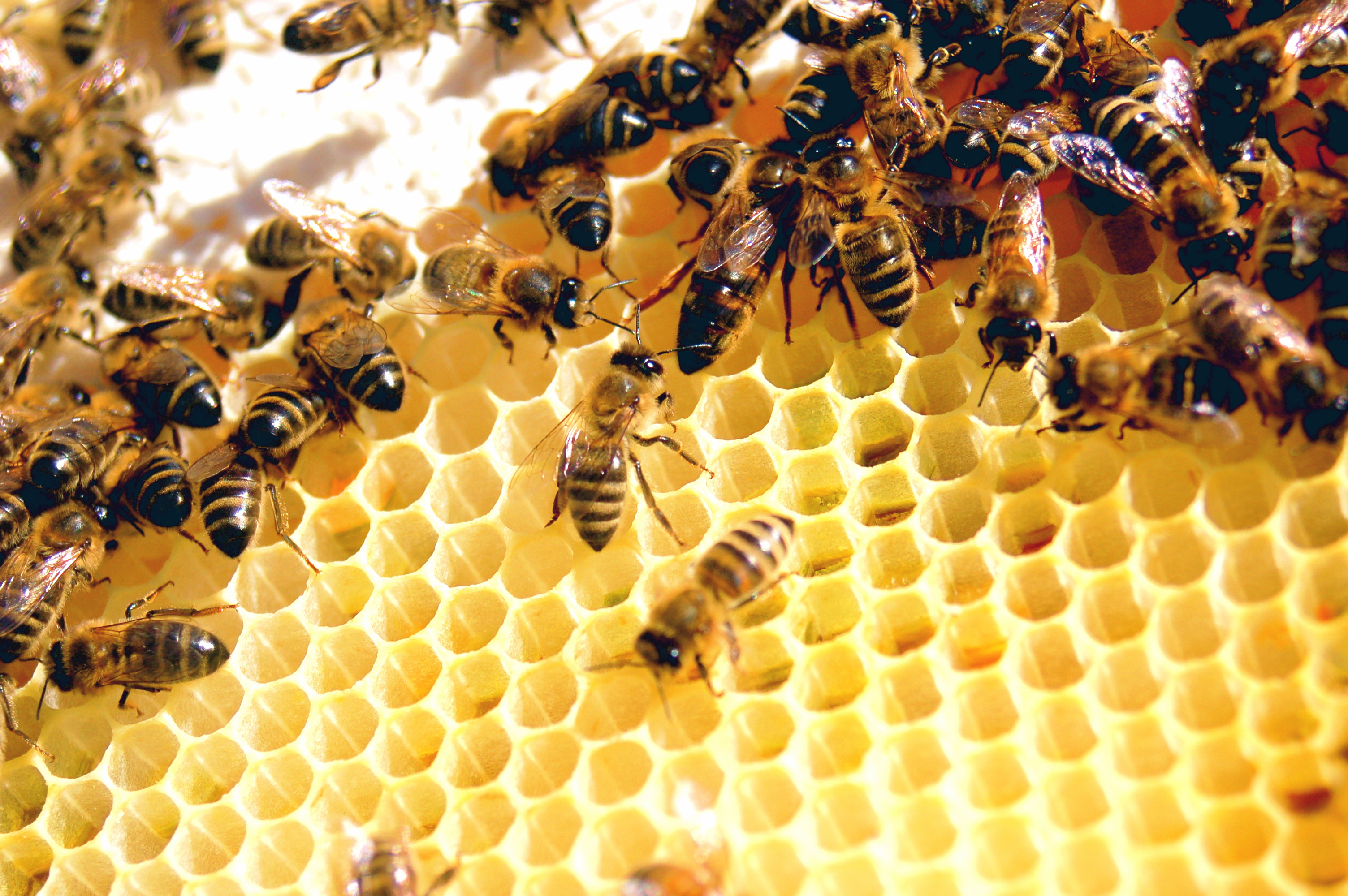
Робочі бджоли (із маткою)

Робоча бджола — це будь-яка жіноча особина бджолиної сім'ї (еусоціальної спільноти), із недорозвиненими репродуктивними органами (на відміну від матки). Відсутність репродуктивних функцій компенсується нерепродуктивною корисною діяльністю осіб. Робочі бджоли бувають у багатьох видах бджіл,  але найчастіше цей термін використовують саме по відношенню до бджоли медоносної.
Робочі бджоли збирають пилок, формують бджолине обніжжя, яке складають у спеціальні пилкові кошики на задній парі ніг, щоб нести назад у вулик, де він використовується як їжа для розплоду, який росте і розвивається. Пилок, який переносять на своїх тілах бджоли, може переноситися на інші квітки, і невелика його частина осідає на гінецеї, саме таким чином відбувається перехресне запилення, а рослини, які запилюються за допомогою комах називаються ентомофільними. Майже все постачання продовольства сучасної цивілізації, що вживається безпосередньо людьми, або використовується на корм худобу, а похідні продукти (молоко, молокопродукти і м'ясо) потім споживаються, значною мірою залежить від врожаю, який, в свою чергу, залежить від запилення за допомогою бджіл. Нектар всмоктується через хоботок, змішується з ферментами в шлунку, потім бджоли приносять його до вулика, де він зберігається у воскових комірках і після випаровування зайвої вологи перетворюється на мед.

#### Трутень

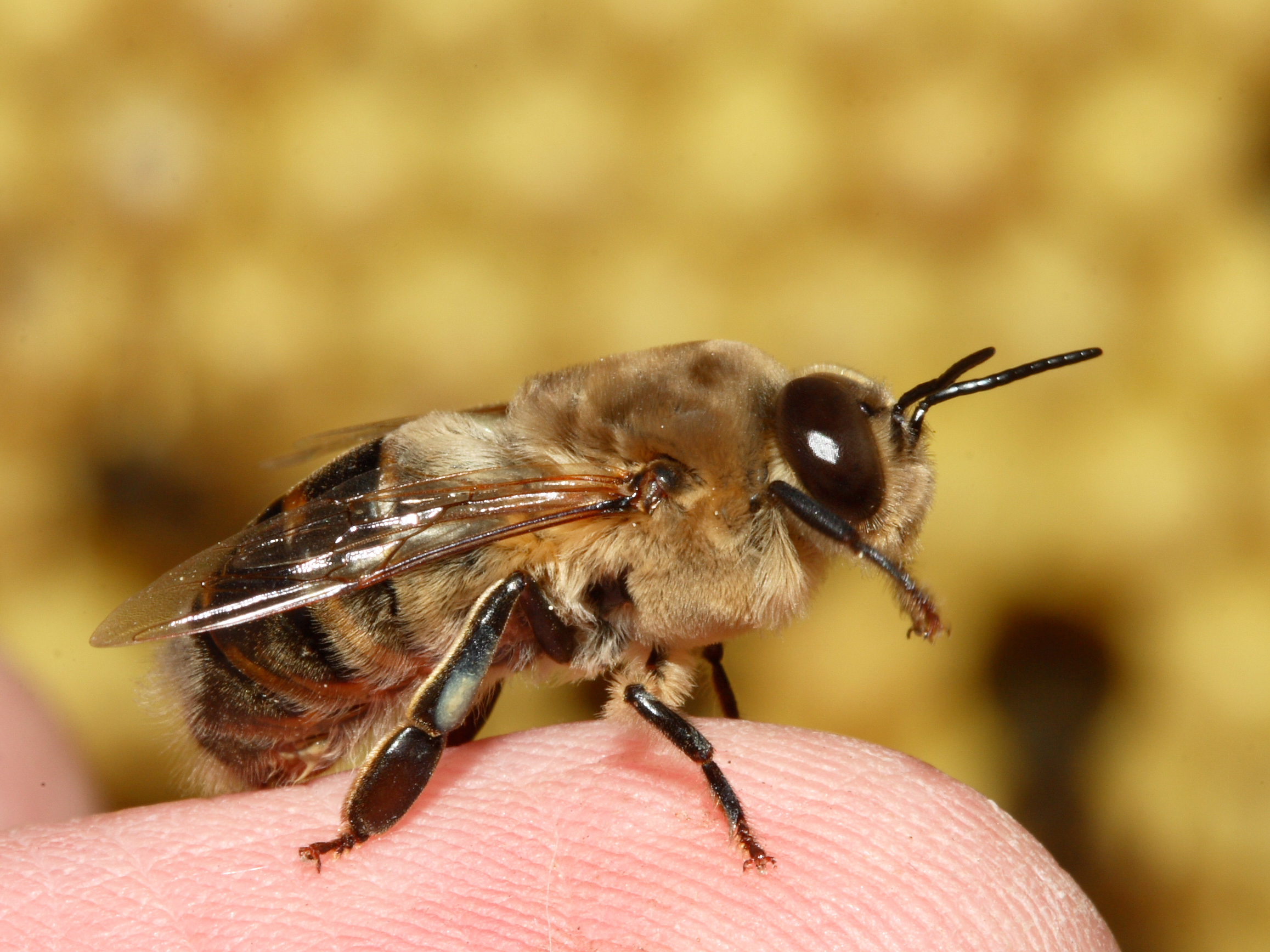
Трутень

Трутні — чоловічі особини в сім'ї медоносних бджіл. Вони — невід'ємна частина бджолиної сім'ї, без якої вона не може розмножуватись. З'являються в сім'ї навесні та влітку (травень — червень). Вони значно крупніші за робочих бджіл, маса їх коливається в межах 200–250 мг (у середньому 210 мг). У гнізді мешкають тимчасово. Ніяких робіт у вулику не виконують, бо не пристосовані для цього. Здатності до збирання корму в них теж нема, бо в них хобіток укорочений. Захищатися від ворогів, як це роблять робочі бджоли, трутні теж не можуть, бо в них відсутнє жало. Сім'ї вони потрібні тільки для спарювання з молодими неплідними матками. Під час спарювання матці передаються чоловічі статеві клітини, після чого вона стає плідною. Статевої зрілості самці досягають через 10—12 днів після виходу з комірок. У пошуках маток вони періодично вилітають з вуликів, особливо в погожі дні. З великої кількості у паруванні бере участь дуже мало трутнів. Після спарювання, вони гинуть, а їх сперма залишається у спермоприймачі матки. Спаровуються з однією маткою 6-10 трутнів. Із запліднених яєць розвиваються жіночі особини сім'ї — робочі бджоли та матки. Самі ж трутні розвиваються з незапліднених яєць. Для парування трутні найчастіше літають у зоні 2—4 км від своїх вуликів. В окремих місцях навколо пасік, сприятливих для зустрічі з матками, вони скупчуються і чекають на зустріч з молодими матками. Вільне парування в повітрі забезпечує природний добір найсильніших і найздоровіших самців, а також практично виключає можливість близькоспорідненого розведення. Трутні, які не зустрілися з матками, повертаються з польоту назад у вулик. Робочі бджоли доглядають за ними. На їх утримання бджолині сім'ї витрачають багато корму. Так, кожна тисяча трутнів потребує на розвиток і годівлю до кінця життя близько 7 кг меду, а 1 кг трутнів за весь період свого життя з'їдає 15 — 20 кг меду. З іншої сторони бджолина сім'я - гармонійна біологічна система, наявність трутнів у вулику гарантує продовження генетичної лінії, тому навіть за відсутності неплідних маток бджоли будують трутневі комірки і виводять трутнів. Для реалізації інстинкту виведення трутнів бджоли вигризають свіжопідставлену вощину та будують трутневі комірки. Щоб задовольнити цей інстинкт у бджіл пасічникам рекомендується встановити будівельну рамку (порожню рамку, без вощини). Одним із показників, що бджолина сім'я готується до роїння - бджоли закладають велику кількість трутневих комірок. Трутневий розплід легко побачити по розміру комірок. Іноді матка, яка зістарілася і зносилася, або захворіла,  відкладає незапліднені яйця у бджолині комірки. Через те, що трутневі личинки значно більші, бджоли надбудовують комірки перед закриттям.

### Соціалізація

#### Розплід
В ентомології, термін розплід використовується для позначення ембріона або етапів яйця, личинки і лялечки у житті голометабольних комах. Розплід медоносних бджіл розвивається у бджолиному вулику. В переставних рамках, які виготовляються у комплекті до рамкових вуликів, кожна рамка з розплодом називається розплідною. Зазвичай, окрім розплоду, у верхніх кутах рамки ще є пилок і нектар або меду. Всі інші комірки стільника можуть бути порожніми або зайнятої розплодом на різних стадіях розвитку організму. Під час активного розплідного сезону, бджоли можуть використовувати комірки, з яких уже вийшов розплід повторно, або використовувати його для зберігання меду та пилку. Бджоли демонструють дивовижну гнучкість в адаптації комірок до використання, яке найкраще підходить для виживання вулика.
У сучасних вуликах із рамками розплідна зона знаходиться у розплідному корпусі, який має знаходитися у низу багатокорпусного вулика, як вважають бджолярі. В кінці зими і ранньою весною, коли починається виведення розплоду, матка починає відкладати яйця всередині клубу бджіл у безпосередній близькості від наявних медових корпусів. Як правило, медоносні бджоли значно розширить розплідну частину гнізда під час сезону. Відносне розташування розплідної частини вулика також може змінитися від того, куди пасічник додасть нові корпуси, а дикі бджоли будують свіжі стільники у доступних порожнинах. Деякі пасічники установлюють роздільну решітку над гніздовими корпусами, щоб переконатися, що матка не піде відкладати яйця у верхні корпуси (так звані магазини, або медові надставки). У роздільній решітці мають бути такі отвори, щоб робочі бджоли легко їх проходили, а матка — ні. Деякі бджолярі не використовують решіток, а матку намагаюся утримувати у гніздовому корпусі, витримуючи бар'єр із корпусу із заповненими медовими рамками, які матка дуже неохоче перетинає у пошуках вільних комірок для відкладання яєць. У гніздах бджіл у дикій природі бджоли схильні розміщувати розплід у нижній частині порожнини, а мед по бокам і над розплодом, саме такої схеми і намагаються дотримуватися пасічники.
Наприкінці весни, безпосередньо перед тим, як бджолиний вулик природним шляхом ділиться роїнням, бджолярі часто видаляють рамки з розплодом та бджолами, які їх покривають, щоб створити новий вулик, якого зазвичай називають відводком, або нуклеусом. В районах із м'яким кліматом, однієї рамки може бути достатньо, щоб започаткувати нову сім'ю, в яку додають матку. Але зазвичай використовують дві-три рамки, разом з медовою рамкою. Це гарантує, що у новій сім'ї буде достатньо дорослих бджіл, які зможуть підтримувати необхідну температуру для розплоду і нова сім'я матиме достатньо харчування, якщо випаде кілька негожих днів, коли бджоли не можуть збирати нектар. Якщо буде недостатня кількість дорослих бджіл для обігріву стільників, розплід може загинути від охолодження протягом ночі («застиглий розплід»).
Зазвичай вулики, які призначені для запилення, оцінюють за кількістю рамок розплоду.

#### Роїння
Роїння — процес розмноження бджолиної сім'ї, коли формується нова колонія із матки та великої кількості робочих бджіл. Із роєм-перваком вулик покидають до 60 % робочих бджіл зі старою маткою. Такий рій може складатися від тисячі до десяти тисяч бджіл. В основному роїння — це сезонне явище, і в певній місцевості може тривати два-три тижні, але іноді період роїння може перетинатися із виробничим сезоном. Після першого рою через тиждень може вилетіти й другий, так званий рій-вторак, але це трапляється значно рідше. Зазвичай наступний рій значно менший, і в ньому може бути одна або більше незапліднених маток. Іноді бджолина сім'я продовжує роїтися допоки у вулику практично не залишиться бджіл. Роїння — природний процес розмноження бджолиних колоній. В результаті з однієї утворюються дві, або більше сім'ї. Ентомологи відносять бджолину сім'ю до суперорганізмів. Сім'я із маткою потребують житло певного розміру для існування. Відокремлені від колонії матка, робоча бджола або трутень нездатні жити протягом тривалого часу.
Бджоли розвідниці — це найдосвідченіші збиральниці у сім'ї. Кожна розвідниця повертається до рою, і пропонує місце, яке вона знайшла. Для заохочення інших бджіл розвідниці використовують танець, який вказує напрямок та відстань до знайденого житла. Чим більш схвильована вона від своєї знахідки, тим більш збуджений її танець. Спочатку різні розвідниці пропонують різні місця. Якщо якійсь із розвідниць вдається переконати інших у своєму виборі, ті знімаються, летять до вказаного об'єкту і досліджують його. Вони повертаються, і також пропонують це місце, якщо воно їм сподобалося. Після кількох годин, а іноді навіть і днів, в процесі дискусії вибирається остаточне місце для майбутнього житла. Так як меду, який бджоли набрали в зобики, вистачить не більше, ніж на три дні, бджолам потрібно достатньо швидко вибирати остаточне місце для свого майбутнього житла. Тому бджоли остаточно вирішують це питання, коли 80 % розвідниць погоджуються на одному місці. По тому рій здіймається і летить до обраного місця. Рій може пролетіти більше одного кілометру до нового місця. Таке колективне прийняття рішення виявляється найуспішнішим у виборі нового місця проживання, та забезпечення безпеки нового житла. Хороше житло для рою повинно бути достатньо просторим для поселення сім'ї і її гарного розвитку в майбутньому (має бути близько 15-ти літрів), бути добре захищеним від несприятливих умов середовища, добре прогріватися сонячним теплом і не бути зараженим мурашками.

## Життєвий цикл
Бджоли відчувають голометаболічний розвиток. Це означає, що личинки бджіл дуже відрізняються від дорослих бджіл і трансформуються через метаморфоз під час стадії лялечки. Бджоли проходять чотири стадії розвитку: яйце, личинка, лялечка і доросла особина.
Тривалість і насиченість життя бджіл різняться залежно від пори року, з якої вони з'являються, з яких квітів вони збирають їжу, а також від того, чи живуть вони поодиноко, чи у зграї.

### Поодинокі
Більшість поодиноких бджіл мають одне покоління дорослих особин щороку та активні лише протягом короткого періоду часу. Вони, як правило, з'являються під час цвітіння їхніх улюблених рослин. У результаті різні види з'являються в різний час протягом року.
Перш ніж стати дорослими, більшість поодиноких бджіл проходять через стан призупинення, який називається діапаузою. Під час діапаузи бджоли стійкі до посушливих умов і можуть довго зберігати свою енергію. Деякі поодинокі бджоли можуть перебувати у такому стані 10 років. Діапауза дозволяє поодиноким бджолам чекати відповідних умов для будівництва гнізда та пошуку їжі. Потомство цих бджіл залишається у гнізді до тих пір, поки не створяться належні умови.

### Соціальні
Соціальні бджоли щороку виробляють кілька поколінь дорослих бджіл і є активними протягом багатьох місяців. Соціальні бджоли можуть мати річний життєвий цикл (щороку будують нові гнізда) або багаторічний життєвий цикл (гнізда зберігаються протягом кількох років).
Життєвий цикл соціальної бджоли починається з бджолиної матки, яка будує нове гніздо ранньою весною і піклується про перше покоління робочих особин, поки вони не досягнуть повноліття. Після появи робочих особин матка залишається у гнізді, щоб виробляти більше робочих особин протягом літа. Її робочі бджоли діловито добувають нектар і пилок, будують стільники з розплодом і захищають гніздо.
Наприкінці літа колонія переходить до виробництва репродуктивних самців і самок бджіл. Річні колонії, такі як колонії джмелів і потових бджіл, виконують цей процес протягом одного року. Багаторічні колонії, такі як бджоли без жала та медоносні бджоли, неодноразово беруть участь у цьому циклі протягом багатьох років.

## Частини тіла

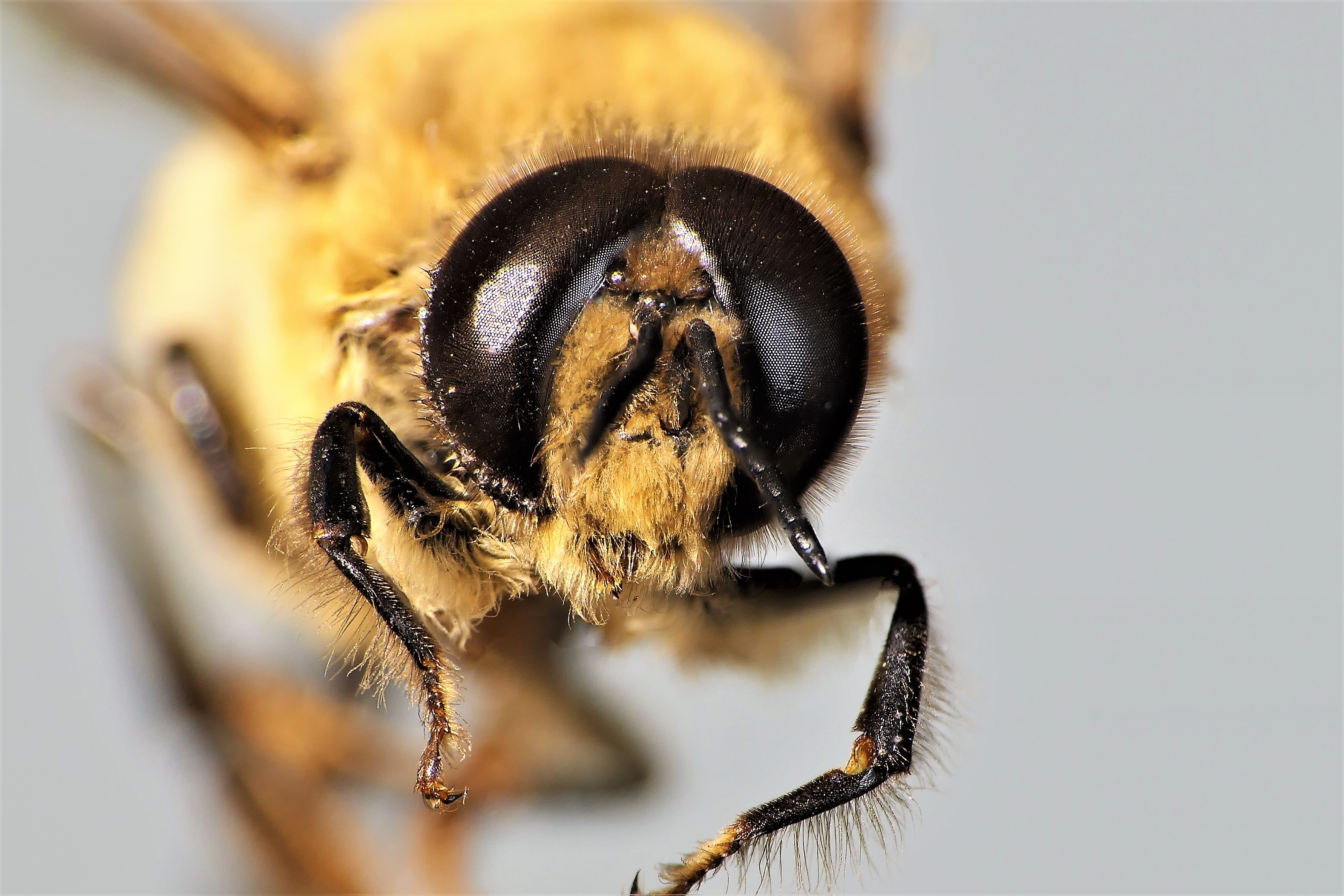

- Волоски: На тілі бджіл є розгалужені волоски для збору та перенесення пилку. Ці волоски бувають різних розмірів і форм залежно від типу зібраного пилку. Бджоли, які не несуть пилку, зазвичай мають менше волосся.[1]
- Очі: Колір і форма очей бджоли відрізняються у різних видів. Усі бджоли мають два складних ока і три маленькі світлочутливі вічка на верхівках голови. Деякі бджоли мають гігантські очі, які допомагають їм бачити, літати та шукати їжу вночі. Бджоли мають два складних ока з тисячами фасеток, кожна з яких спрямована в різному напрямку. Кожна межа, яка називається омматідій, вносить одну частину більшого зображення. Робочі медоносні бджоли мають до 6900 фасеток на око. Спектральна чутливість бджіл сильно відрізняється від людської. Ми бачимо від червоного до фіолетового діапазону, але зір бджоли зміщується в бік трохи більшої довжини хвилі, включаючи можливість бачити ультрафіолет. Бджоли використовують ультрафіолетову чутливість задля деяких квітів. Деякі квіти мають яскраві ультрафіолетові візерунки, які ведуть бджіл і метеликів прямо до джерела нектару. Люди не бачать цих ультрафіолетових візерунків, тому ці квіти можуть виглядати для людей зовсім инакше.[1]
- Ротова частина: Бджоли використовують свій ротовий апарат задля збору їжі та матеріалів для гніздування. Деякі бджоли мають гострі мандибули для нарізання листя. Инші збирають нектар із найглибших квітів за допомогою своїх надзвичайно довгих язиків. Коли бджола готова витягти пилок, нектар або олію з квітки, її складний набір ротових органів розкривається. Ротовий апарат бджоли має рухливі, з'єднані частини, розроблені спеціально для важкодоступних квіткових джерел. Ці частини мундштук включають:[1]
  - Ґлосса (язик): довга волосиста структура, яка використовується для поглинання нектару;
  - Ґалеа: утворює трубку (з губним пальпом), яка дозволяє бджолам висмоктувати нектар;
  - Лорум, ментум і прементум (нижня губа): дозволяє ротовому апарату висуватися назовні;
  - Губний щиток: утворює трубку (з ґалеєю), яка дозволяє бджолам висмоктувати нектар
  - Кардо, степс і максіларі: дозволяє ротовому апарату висуватися назовні.